# Dzieje głupoty w Polsce
Dzieje głupoty w Polsce. Pamflety dziejopisarskie – książka Aleksandra Bocheńskiego wydana po raz pierwszy w 1947 roku.

## Treść
Książka zawiera szkice dotyczące historyków polskich przełomu XIX i XX wieku, którzy zajmowali się historią Polski końca XVIII i XIX wieku. Jest to spojrzenie na historię polityki polskiej w okresie rozbiorów i powstań, sprzeciw wobec tradycji insurekcyjnej. Aleksander Bocheński zmierzył się z opiniami historyków na temat przyczyn upadków I Rzeczypospolitej oraz roli powstań narodowych w czasie zaborów.

## Tytuły poszczególnych rozdziałów
- Koniunktury geopolityczne w dziejach upadku Polski
- Skałkowski
- Górka
- Zakrzewski i Balzer
- Przyborowski
- Chołoniewski
- Konopczyński
- Polityka Stanisława Augusta w świetle jego pamiętników
- Lelewel
- Schmitt
- Kalinka
- Sejm Czteroletni – Kalinka, Smoleński, Askenazy
- Sejm Czteroletni – Kalinka, Askenazy, Dembiński
- Tokarz
- Sobieski
- Ks. Adam Czartoryski 1796–1815
- Karol Boromeusz Hoffman
- Margrabia Wielopolski

### Wydania książki
- Aleksander Bocheński, Dzieje głupoty w Polsce: pamflety dziejopisarskie, Warszawa: Wyd. „Panteon” 1947.
- Aleksander Bocheński, Dzieje głupoty w Polsce: pamflety dziejopisarskie, wyd. 2, Warszawa: „Czytelnik” 1984.
- Aleksander Bocheński, Dzieje głupoty w Polsce: pamflety dziejopisarskie, wyd. 3, Warszawa: „Czytelnik” 1988.
- Aleksander Bocheński, Dzieje głupoty w Polsce: pamflety dziejopisarskie, rozmowę z A. Bocheńskim przeprowadził i notki biograficzną o historykach przygotował Karol Pastuszewski, wyd. 4, Warszawa: „Świat Książki” 1996.
- Aleksander Bocheński, Dzieje głupoty w Polsce: pamflety dziejopisarskie, wyd. 5 uzupełnione, Kraków: „Universitas” 2020.

### Recenzje
- Władysław Dziewanowski, O „Dziejach głupoty w Polsce”, „Teki Historyczne” 1948, nr 2.
- Kazimierz Koźniewski, „Wiadomości Kulturalne” 1997, nr 2, s. 7.
- Jacek Zychowicz, „Wiadomości Kulturalne” 1996, nr 40, s. 20.